# Justo María Pulido
El Dr. Justo María Pulido fue uno de los promotores del movimiento revolucionario del 25 de mayo de 1809 en Chuquisaca.

## Biografía
Era integrante de la "Sociedad Secreta", (también conocida como "Sociedad de Independientes"), que reuniéndose en casa de Tomás de Alzérraca, situada en la plaza de armas junto a la Universidad, de la cual Alzérraca era Secretario, promovía la independencia del Alto Perú.
Las Invasiones Inglesas habían relajado por un momento el control que desde Buenos Aires en tanto cabeza del Virreinato del Río de la Plata se ejercía sobre las provincias norteñas. Especialmente la Real Audiencia de Charcas que no había recibido de buen grado su subordinación a la de Buenos Aires desde la formación del Virreinato, deseaba lograr mayor autonomía.
Tras la invasión napoleónica de España, la reacción popular y el surgimiento de Juntas en la península, muchos americanos promovieron la formación de juntas independientes, tanto del usurpador francés (José Bonaparte) como de la Infanta Carlota Joaquina de Borbón y los portugueses y aún de las juntas europeas que, como la Junta de Sevilla, carecían de legitimidad en su origen y representación de cara a los pueblos de América. 
En Buenos Aires el alcalde de primer voto y héroe en la lucha contra las Invasiones Inglesas fue el principal impulsor de esa política de independencia originando la formación de la Junta de Montevideo en 1808, fracasando al intentar imponer otra en su ciudad el 1 de enero de 1809 y alentando a ciudadanos del Alto Perú a adoptar medidas similares, donde esa independencia se extendía aunque sólo para algunos a la autonomía de Buenos Aires.
Tras los sucesos del 25 de mayo en que la Real Audiencia de Charcas depuso al presidente Ramón García de León y Pizarro y se autodesignó como Audiencia Gobernadora, los revolucionarios enviaron diputaciones a distintos puntos: Bernardo Monteagudo a Potosí y Tupiza, Mariano Michel Mercado y su hermano el presbítero Juan Manuel Mercado a La Paz, José Benito Alzérreca y Justo María Pulido a Cochabamba, Joaquín Lemoine a Santa Cruz de la Sierra y Manuel Moreno a Buenos Aires. La revolución se propagó a La Paz, con la formación de la Junta Tuitiva, decididamente independentista. La respuesta militar encabezada por el brigadier José Manuel de Goyeneche acabó con el movimiento y muchos de sus dirigentes fueron ejecutados en la posterior represión llevada a cabo por el general Vicente Nieto.